# Бустос Голобио, Хуан
Хуан Габриэль Бустос Голобио (исп. Juan Gabriel Bustos Golobio; 9 июля 1992, Сан-Хосе, Коста-Рика) — коста-риканский футболист, полузащитник клуба «Депортиво Саприсса» и сборной Коста-Рики.

## Клубная карьера
В 2010 году Бустос начал карьеру в клубе «Депортиво Саприсса». 10 августа 2010 года в матче против «Универсидад де Коста-Рика» он дебютировал в чемпионате Коста-Рики. 30 июля 2012 года в поединке против «Уругвай де Коронадо» Хуан забил свой первый гол за «Саприссу». В составе клуба он четыре раз выиграл чемпионат в течение пяти лет. 19 сентября 2014 года в матче Лиги чемпионов КОНКАКАФ против американского «Спортинг Канзас-Сити» Бустос отметился забитым мячом.
В начале 2017 года Хуан на правах аренды перешёл в «Картахинес». 8 января в матч против «Лемона» он дебютировал за новую команду. В этом же поединке Бустос забил свой первый гол за «Картахинес». После окончания аренды он вернулся в «Саприссу».

## Международная карьера
В 2009 году в составе юношеской сборной Коста-Рики Бустос принял участие в юношеском чемпионате мира в Нигерии. На турнире он сыграл в матчах против команд Новой Зеландии, Турции и Буркина-Фасо.
В 2011 году в составе молодёжной сборной Коста-Рики Бустос принял участие в молодёжном чемпионате КОНКАКАФ в Гватемале. На турнире он сыграл в матчах против команд Гваделупе, Канады, Кубы, Гватемалы и Мексики. В поединке против канадцев Хуан забил гол.
В том же году в составе молодёжной сборной Бустос принял участие в молодёжном чемпионате мира в Колумбии. На турнире он сыграл в матчах против команд Испании, Австралии, Эквадора и Колумбии.
В 2004 году Бустос попал в заявку национальной команды на участие в Центральноамериканском кубке. 3 сентября в матче против сборной Никарагуа он дебютировал за сборную Коста-Рики. Также Хуан принял участие в поединках против Панамы и Гватемалы. В матче против гватемальцев он забил свой первый гол за национальную команду. По итогам турнира Бустос стал его победителем.

### Голы за сборную Коста-Рики
| #   | Дата             | Место                                                 | Противник | Счёт | Результат | Соревнование                      |
| --- | ---------------- | ----------------------------------------------------- | --------- | ---- | --------- | --------------------------------- |
| 01. | 14 сентября 2014 | Мемориальный колизей Лос-Анджелеса, Лос-Анджелес, США | Гватемала | 1:2  | 1:2       | Центральноамериканский кубок 2014 |
| 02. | 10 октября 2014  | Султан Кабус, Маскат, Оман                            | Оман      | 1:3  | 3:4       | Товарищеский матч                 |

## Достижения
Командные
 «Депортиво Саприсса»
- Чемпионат Коста-Рики по футболу — Лето 2014
- Чемпионат Коста-Рики по футболу — Зима 2014
- Чемпионат Коста-Рики по футболу — Зима 2015
- Чемпионат Коста-Рики по футболу — Зима 2016
- Обладатель Кубка Коста-Рики — 2013

Международные
 Коста-Рика
- Центральноамериканский кубок — 2014